# اسکار همرستاین دوم
اسکار همرستاین دوم (انگلیسی: Oscar Hammerstein II; ۱۲ ژوئیهٔ ۱۸۹۵ – ۲۳ اوت ۱۹۶۰) تقریباً به مدت چهل سال نویسنده اشعار اپرای اهل ایالات متحده آمریکا، تهیه‌کنندهٔ تئاتر و کارگردان تئاتر موزیکال بود. او برندهٔ هشت جایزه تونی و دو جایزهٔ اسکار بهترین ترانه اصلی شد.
از فیلم‌های او می‌توان به قایق نمایش اشاره کرد.